# Amusement Park

Capa do single

Amusement Park é o segundo single produzido por 50 Cent para o seu terceiro álbum Curtis. A música foi lançada oficialmente em 8 de maio de 2007. O videoclipe foi premiado no site Yahoo! em 16 de maio. No dia seguinte, foi premiado pela TRL. Um remix foi realizado por Jim Jones.

## Paradas
| Parada (2007)                                 | Posição topo |
| --------------------------------------------- | ------------ |
| U.S. Billboard Bubbling Under Hot 100 Singles | 16           |
| U.S. Billboard Hot R&B/Hip-Hop Songs          | 36           |
| U.S. Billboard Hot Rap Tracks                 | 17           |

## Versões
| # | Título                                    | Duração |
| - | ----------------------------------------- | ------- |
| 1 | "Amusement Park (versão editada)"         | 3:08    |
| 2 | "Amusement Park (versão do álbum)"        | 3:08    |
| 3 | "Amusement Park (versão instrumental)"    | 3:08    |
| 4 | "Amusement Park (versão à capela)"        | 2:42    |
| 5 | "Fully Loaded Clip (versão editada)"      | 3:14    |
| 6 | "Fully Loaded Clip (versão do álbum)"     | 3:14    |
| 7 | "Fully Loaded Clip (versão instrumental)" | 3:14    |
| 8 | "Fully Loaded Clip (versão à capela)"     | 2:50    |